# Felicità/Arrivederci a Bahia
Felicità/Arrivederci a Bahia è un singolo di Al Bano e Romina Power, pubblicato su 45 giri in Italia dalla Baby Records e nel resto d'Europa nel 1982 dalla EMI.
Il brano sul lato A, Felicità è una delle più celebri canzoni incise dal duo e fu presentata dalla coppia al Festival di Sanremo 1982, dove si classificò seconda.
La canzone, scritta da Cristiano Minellono, Dario Farina e Gino De Stefani, arrangiata da Gian Piero Reverberi e prodotta dallo stesso Farina, era contenuta nell'omonimo album del duo, Felicità, pubblicato nello stesso anno dall'etichetta discografica Baby Records venduto con un record di 25 milioni di copie in tutto il mondo.
La canzone è citata in Tatranky degli Offlaga Disco Pax. Questo brano è stato inserito nel film Lourdes, di cui accompagna la scena più toccante, sfociando nei titoli di coda.
Una cover di Felicità è stata incisa da Rosanna Rocci e suo marito Michael Morgan.
Nel 2015 André Rieu ne incide una versione strumentale nel suo album Roman holiday.
Nel 2023 è stata incisa da Al Bano per la prima volta anche in lingua catalana con il titolo Felicitat e presentata in Spagna. 

## Tracce
7" Single (Baby 006-64 705, Baby BR 50258, Baby 49915)
1. Felicità - 3:12
2. Arrivederci a Bahia - 3:03

## Classifiche
| Paese            | Posizione massima |
| ---------------- | ----------------- |
| Austria          | 9                 |
| Belgio (Fiandre) | 7                 |
| Francia          | 10                |
| Germania         | 6                 |
| Italia           | 1                 |
| Svizzera         | 3                 |

## Incisione negli album
La canzone è stata inserita da Al Bano e Romina Power in diversi album e compilation, contando 9 versioni diverse in studio (cantate in italiano o in spagnolo) e 4 versioni live.
- 1982 Aria pura (Baby Records, BR 56033)
- 1982 Felicidad (Discos Musart, EDI 60707) in Spagna, Venezuela, Messico, Stati Uniti d'America
- 1984 The golden orpheus festival '84 (Балкантон/Balkanton, ВТА 11504) in Bulgaria
- 1987 Libertà! (WEA Italiana, 2292-42200-2) in Germania, Polonia, Spagna e Perù
- 1991 Le più belle canzoni
- 1996 Ancora...zugabe (WEA Records, 0630-17253-2) in Germania e Polonia
- 1997 Grandes éxitos
- 2004 La mia Italia
- 2006 Il mio Sanremo
- 2008 Todos sus grandes exitos en español
- 2009 Nel sole - Concerto dal vivo... e non solo
- 2010 The Great Italian Songbook
- 2011 Dyo fōnes mia psychī
- 2015 The very best - Live aus Verona (Al Bano Carrisi Production, 06025 4754075)
- 2017 Magic Reunion Live (Sony Music, 10975803922)

## Curiosità
Una versione strumentale del brano Felicità in chiave 'swing' si può ascoltare come sottofondo nella puntata n. 150 (Una telefonata nella notte, anno 1987) de L'ispettore Derrick, verso il 39º minuto.